# Estadi Nacional d'Ombaka
L'Estádio Nacional de Ombaka és un estadi situat al Complexo da Sr. da Graça de la ciutat de Benguela, Angola. Té una capacitat per 35.000 espectadors.
S'hi disputaren 9 partits de la Copa d'Àfrica de Nacions 2010:
- De la primera fase:
  - 12 de gener del 2010:  Egipte -  Nigèria 3-1 (1-1)
  - 12 de gener del 2010:  Moçambic -  Benín 2-2 (1-2)
  - 16 de gener del 2010:  Nigèria -  Benín 1-0 (1-0)
  - 16 de gener del 2010:  Egipte -  Moçambic 2-0 (0-0)
  - 20 de gener del 2010:  Egipte -  Benín 2-0 (2-0)
  - 21 de gener del 2010:  Gabon -  Zàmbia 1-2 (0-1)
- De quarts:
  - 25 de gener del 2010:  Egipte -  Camerun 3-1 (1-1, 1-1)
- De semifinals:
  - 28 de gener del 2010:  Algèria -  Egipte 0-4 (0-1)
- La final de consolació:
  - 30 de gener del 2010:  Nigèria -  Algèria 1-0 (0-0)